# Prisenkommando
Prisenkommando bezeichnete im Seekrieg ein Enterkommando, das bereits im 16. Jahrhundert Anwendung fand. Für diese Aufgabe wurden Seeleute speziell ausgebildet. Ihre Aufgabe war es, die Papiere und die Ladung aufgebrachter (feindlicher und neutraler) Schiffe zu kontrollieren.
Handelsschiffe oder Blockadebrecher wurden angehalten, wenn sie unter gegnerischer Flagge fuhren oder wenn Grund zur Annahme bestand, dass sie Banngut führten (d. h. gegnerischer Ziel-/Starthafen).
Das Entern eines Frachters im Ersten Weltkrieg sowie Zweiten Weltkrieg lief wie folgt ab:
1. Das Schiff (meist Frachter) wurde gestoppt; durch Funken, Morsen mit Lampe oder durch Beschuss (der berühmte „Schuss vor den Bug“).
2. Danach setzte das Prisenkommando mit Barkasse oder Ruderboot über.
3. Sobald es an Bord gelangt war, wurde das Schiff untersucht und die Papiere/Ladung kontrolliert.

Wurde dabei festgestellt, dass das Schiff als Prise genommen werden durfte, wurde entschieden, was mit dem Schiff weiter geschehen solle. In den meisten Fällen wurde es schnell versenkt. Erschien die Fracht als nützlich, so fuhren Prisenschiffe auch oft in Begleitung der Kriegsschiffe einige Zeit weiter, um etwa Hilfskreuzern als Versorgungsschiff zu dienen oder um Gefangene aufzunehmen. In diesem Fall oder wenn die Fracht von großem Wert war, wurde versucht, mit dem Frachtschiff in einen eigenen Hafen zu gelangen. Dabei blieb das Prisenkommando dauerhaft an Bord. Es besetzte alle wichtigen Posten an Bord und übernahm das Kommando. Die ursprüngliche Besatzung blieb an Bord und wurde angeheuert.